# گابریل کاتزکا
گابریل کاتزکا (انگلیسی: Gabriel Katzka؛ ۲۵ ژانویه ۱۹۳۱ – ۱۹ فوریه ۱۹۹۰) تهیه‌کننده فیلم و تهیه‌کننده تلویزیونی اهل ایالات متحده آمریکا بود.
از فیلم‌ها یا مجموعه‌های تلویزیونی که وی در آن‌ها نقش داشته‌است، می‌توان به شاهین و آدم‌برفی، مارلو، قهرمانان کلی، سرباز آبی، گرفتن پلهام یک دو سه، آقای میلیاردر و شهاب‌وار اشاره نمود.